# Horst Freiberger (Politiker)
Horst Freiberger (* 11. November 1957 in Fürstenfeld) ist ein österreichischer Politiker (SPÖ) und Bezirkssekretär des Österreichischen Gewerkschaftsbundes (ÖGB). Er war von 1995 bis 2002 Mitglied des österreichischen Bundesrates.

## Ausbildung und Beruf
Freiberger besuchte zwischen den Jahren 1964 und 1968 die Volksschule in Fürstenfeld. Er wechselte im Anschluss an das Realgymnasium Fürstenfeld, das er bis 1973 besuchte und danach von 1973 bis 1974 die Höhere technische Lehranstalt in Pinkafeld. 1974 brach Freiberger seine Schulausbildung ab und erlernte zwischen 1974 und 1978 den Beruf des Maschinenschlossers, wobei er parallel bis 1978 die Berufsschule besuchte. Nach dem Lehrabschluss absolvierte Freiberger zwischen 1978 und 1979 den Zivildienst. 
Beruflich war Freiberger von 1978 bis 1981 in seinem erlernten Beruf als Maschinenschlosser bei der Firma Elin in Weiz beschäftigt, danach arbeitete er von 1981 bis 1983 als Jugendsekretär der Gewerkschaft Metall-Bergbau-Energie Steiermark. 1984 trat er in den Dienst des Österreichischen Gewerkschaftsbundes, für den er als ÖGB-Bezirkssekretär im Bezirk Fürstenfeld arbeitete.

## Politik und Funktionen
Freiberger kam über die Gewerkschaftsarbeit in die Politik, wobei er zwischen 1976 und 1981 diverse Funktionen in der Gewerkschaftsjugend innehatte. Er wurde 1985 Mitglied des Gemeinderates der Stadtgemeinde Fürstenfeld und war von 1992 bis 1994 als Stadtrat in Fürstenfeld aktiv. Innerparteilich war er ab 1994 als Bezirksparteivorsitzender der SPÖ Fürstenfeld aktiv, zudem wirkte er ab diesem Jahr als Mitglied des Landesparteivorstandes der SPÖ Steiermark. Freiberger gehörte zwischen 1994 und 2000 auch als Mitglied der Vollversammlung der Kammer für Arbeiter und Angestellte für Steiermark an. 
Freiberger vertrat die SPÖ Steiermark vom 1. Jänner 1995 bis zum 6. Dezember 2002 im Österreichischen Bundesrat. Er war dabei von unter anderem stellvertretender Ausschussvorsitzender im Ausschuss für wirtschaftliche Angelegenheiten, stellvertretender Ausschussvorsitzender im Ausschuss für Wissenschaft und Verkehr, stellvertretender Ausschussvorsitzender im Ausschuss für Verkehr, Innovation und Technologie, stellvertretender Ausschussvorsitzender im Ausschuss für Wirtschaft und Arbeit sowie Schriftführer im Wirtschaftsausschuss und im Ausschuss für wirtschaftliche Angelegenheiten.

## Auszeichnungen
- Ehrenbürger der Stadt Fürstenfeld (2011)[1]